# Sara Vojnić-Purčar
Sara Vojnić-Purčar (ur. 16 stycznia 1996) – serbska siatkarka, przyjmująca.
Obecnie występuje w drużynie Crvena zvezda Belgrad.